# Sucre (departement)
Sucre is een departement van Colombia, gelegen in het noorden van het land. De hoofdstad van het departement is de stad Sincelejo. In Sucre wonen ca. 0,8 miljoen mensen (2005).

## Caribische kust
In de Caraïbische Zee voor de kust van het departement ligt de San Bernardoarchipel.

## Gemeenten
Sucre bestaat uit 26 gemeenten:
| Gemeente          | Inwoners |
| ----------------- | -------- |
| Buenavista        | 8.898    |
| Caimito           | 10.960   |
| Chalán            | 3.870    |
| Colosó            | 6.013    |
| Corozal           | 57.300   |
| Coveñas           | 11.270   |
| El Roble          | 8.469    |
| Galeras           | 17.251   |
| Guaranda          | 15.080   |
| La Unión          | 10.279   |
| Los Palmitos      | 18.344   |
| Majagual          | 31.213   |
| Morroa            | 12.784   |
| Ovejas            | 20.551   |
| Palmito           | 11.432   |
| Sampués           | 36.090   |
| San Benito Abad   | 22.579   |
| San Juan Betulia  | 12.215   |
| San Luis de Sincé | 30.406   |
| San Marcos        | 50.336   |
| San Onofre        | 45.672   |
| San Pedro         | 16.211   |
| Santiago de Tolú  | 27.957   |
| Sincelejo         | 256.241  |
| Sucre             | 21.716   |
| Tolú Viejo        | 18.587   |

| Detailkaart | Detailkaart |
| ----------- | ----------- |
|             |             |
| Gemeenten   | Regio's     |